# Hrabstwo Franklin (Idaho)
Hrabstwo Franklin (ang. Franklin County) – hrabstwo w stanie Idaho w Stanach Zjednoczonych. Obszar całkowity hrabstwa obejmuje powierzchnię 668,36 mil² (1731,04 km²). Według szacunków United States Census Bureau w roku 2009 miało 12 676 mieszkańców. Jego siedzibą administracyjną jest Preston.
Hrabstwo ustanowiono 20 stycznia 1913. Nazwa pochodzi od pierwszej osady w Idaho – Franklin, która z kolei otrzymała swoją nazwę od Franklina Richardsa, apostoła kościoła mormonów. Kolonia została założona w 1860 r. przez trzynaście rodzin.

## Miejscowości
- Clifton
- Dayton
- Franklin
- Oxford
- Preston
- Weston